# Lahnung

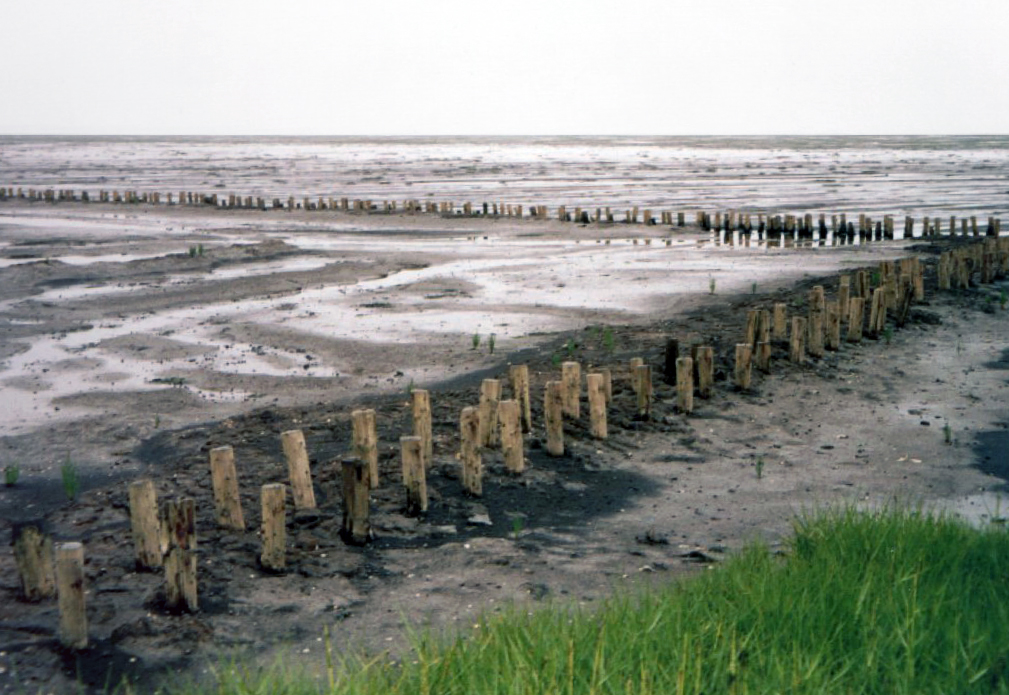
Lahnungen im Wattenmeer dienen dem Küstenschutz und der Landgewinnung

Unter einer Lahnung versteht man eine Uferschutzanlage. Es handelt sich in der Regel um doppelte Holzpflockreihen, die mit dazwischengeschnürtem Strauchschnitt, sogenannten Faschinen, im Uferbereich in das Meer gebaut werden. Je nach Tiefe, Strömung und Untergrund werden Faschinen manchmal auch durch Gabionen ergänzt. Die etwa 60–80 cm hohen Lahnungen umschließen Felder von ungefähr 100 m × 200 m Größe.

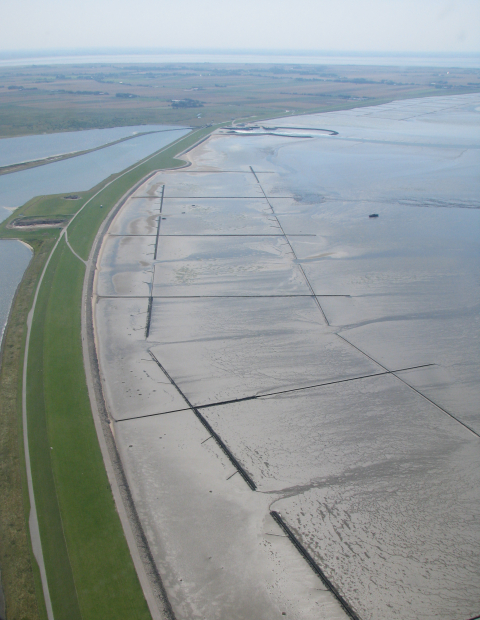
Lahnungen sind an scharliegenden Deichen zu Lahnungsfeldern angeordnet

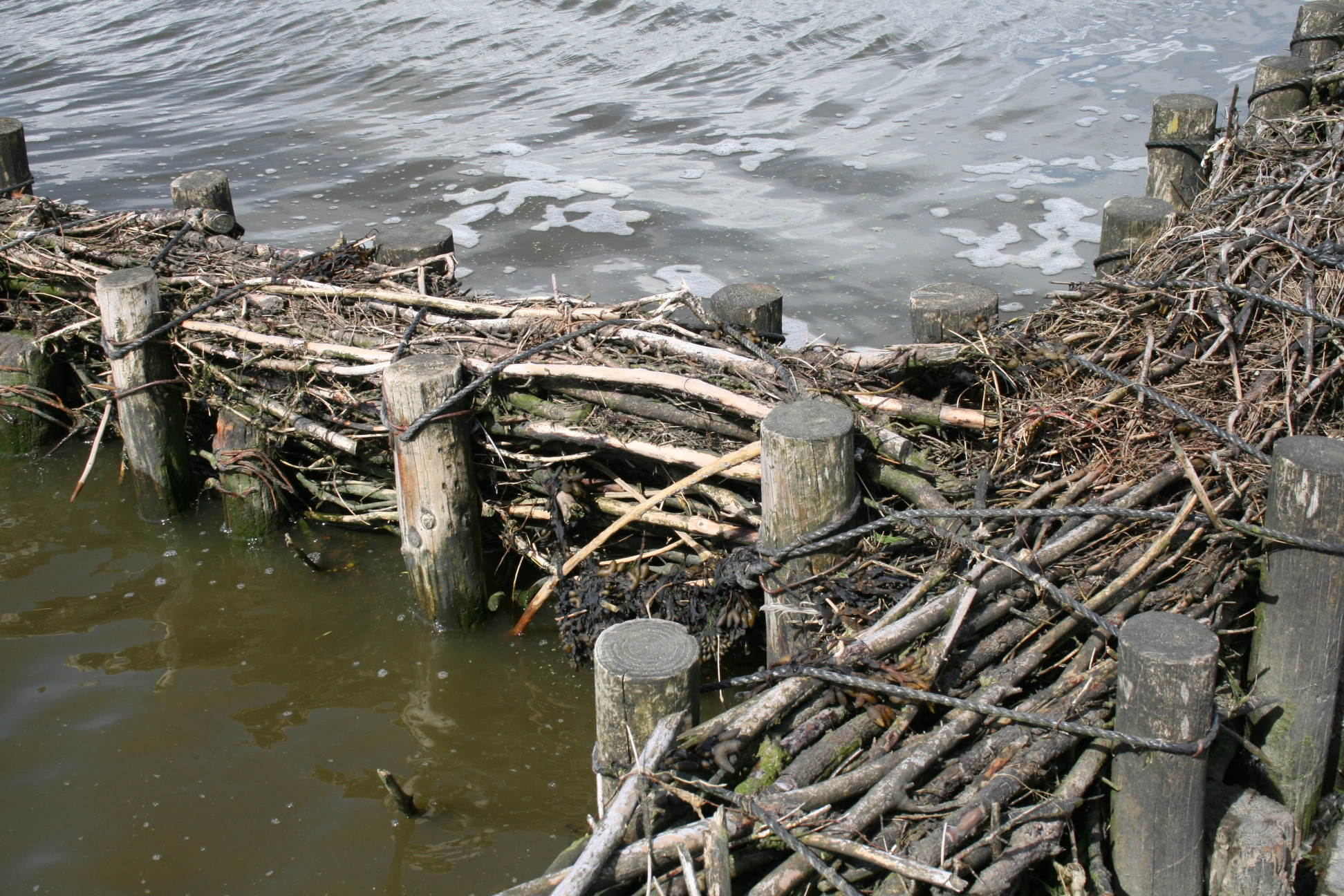
Faschinen

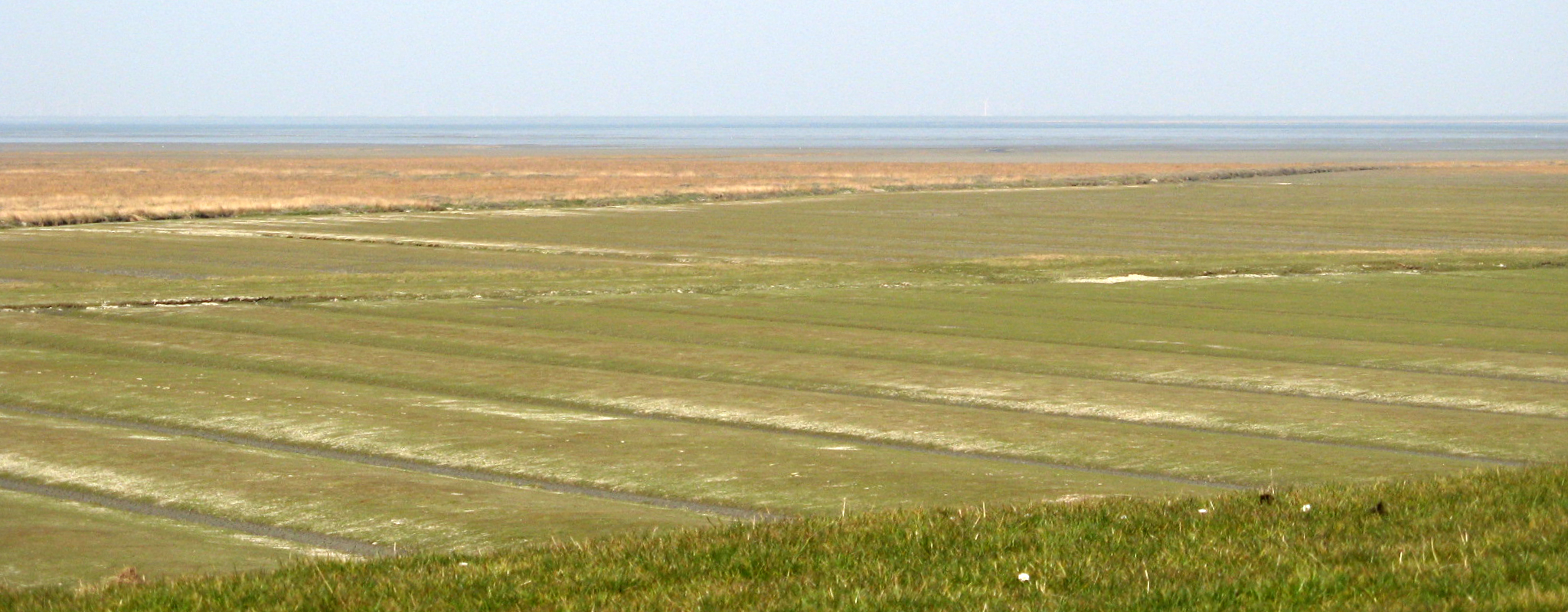
Fortgeschrittene Landgewinnung mit zwei Lahnungsfeldern, im Vordergrund durchziehen Grüppen die entstandenen Salzwiesen

In Deutschland werden Lahnungen oft im Uferbereich des Wattenmeeres gebaut. Die dabei entstehenden Lahnungsfelder werden durch Gräben, sogenannte Grüppen oder Grüppel, entwässert. Diese sind bis zu 2 m breit, einige Dezimeter tief und teilen ein Lahnungsfeld in bis zu 10 m breite Beete. Die Grüppen werden linear ausgehoben und verlaufen meist rechtwinklig zur Küste. Bei Flut fließt das Nordseewasser auf diese Felder, wo es durch die Faschinen zur Ruhe kommt, so dass die mitgeführten Schwebstoffe sich setzen. Damit werden die Sedimentation und das Aufschlicken gefördert.
Die verschlickten Grüppen werden regelmäßig ausgebaggert, wobei der Aushub genutzt wird, um die Lahnungsbeete zwischen den Grüppen weiter zu erhöhen. Gleichzeitig wird damit auch die Bodenentwässerung zwischen den Gräben verbessert. Die Bodenerhöhungen betragen auf diese Weise bis zu 10 cm pro Jahr, nach ein bis zwei Jahrzehnten sind aus dem Wattboden Salzwiesen mit einem Vorlandniveau entstanden, das oberhalb der mittleren Hochwasserlinie liegt.
Der Einsatz von Lahnungen zum Zweck der Landgewinnung erfolgt oft in drei Stufen. Vor einem Schardeich wird ein erstes Lahnungsfeld gebaut, in dem sich Sedimente ablagern. Nach einigen Jahren wird seeseitig ein zweites Feld vor dem ersten errichtet. Dort lagern sich erneut Sedimente ab, während im ersten Feld Pionierpflanzen aufkommen. Schließlich wird ein drittes Lahnungsfeld eingerichtet, während das zweite jetzt von Pionierpflanzen bewachsen wird und aus dem ersten bereits Salzwiesen des Deichvorlandes geworden sind.
Durch diese Art des Küstenschutzes wird nicht nur Land gewonnen, sondern insbesondere das Hinterland sicherer gemacht, denn bei Sturmfluten wird die Kraft der Wellen abgeschwächt und so die Seedeiche entlastet.